# 中の峠隧道

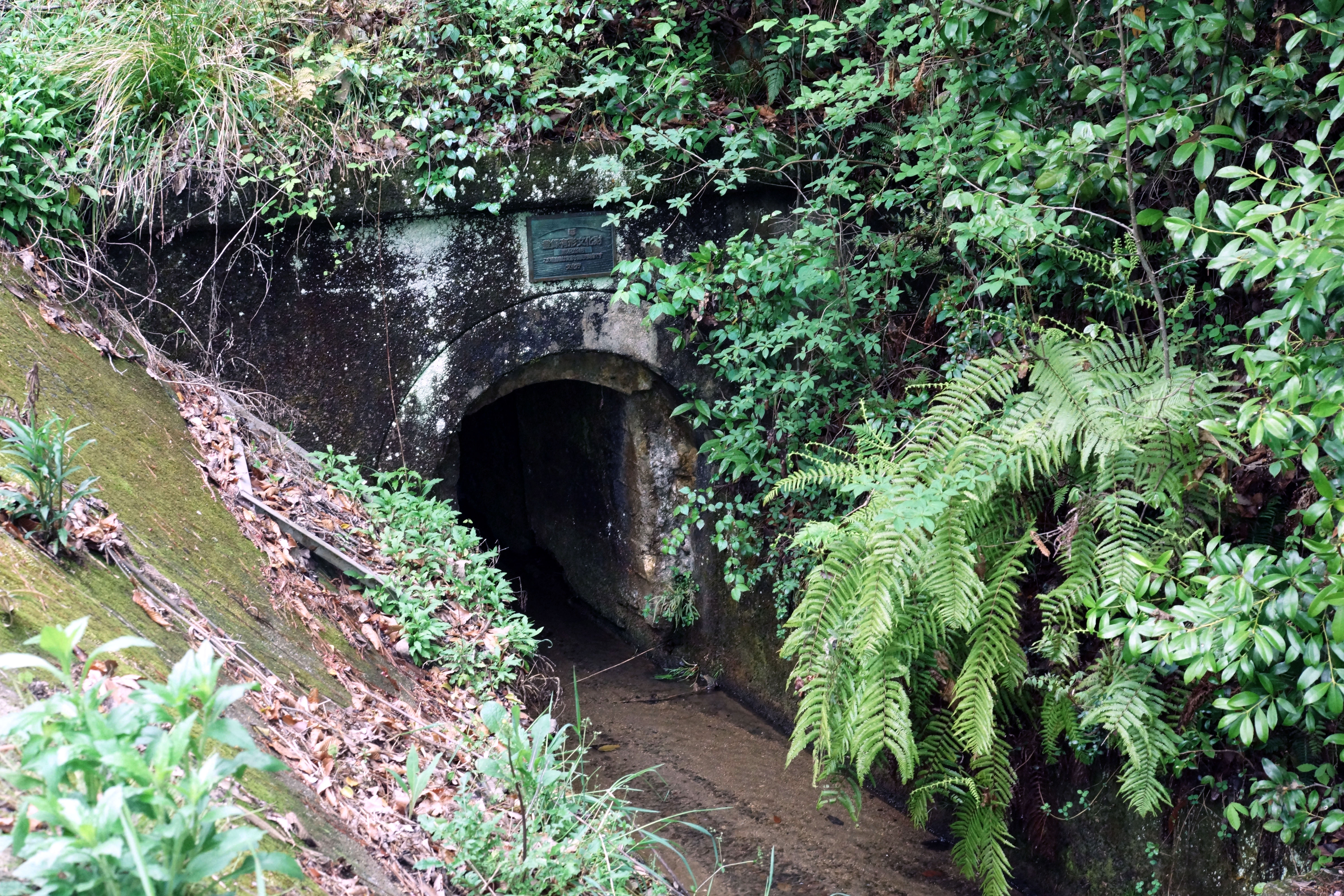
隧道の上流側入口

中の峠隧道（なかのたおずいどう）は、広島県東広島市にある隧道。

## 概要
東広島市西条町郷曽にあり、全長327mに及ぶ。2000年4月28日に国の登録有形文化財（建造物）に登録された。

## 歴史

### 経緯
西条盆地の南に広がる柏原（かしょうばら）地区にある深道池は、一度干上がるとなかなか満水にならないため、人々は長い間干害に悩まされていた。1926年に起きた大干ばつを契機に、地元の沖田嘉市が山の向こうの小田山川からトンネルを掘り、深道池まで水をひいてこようと考え、翌年から一人で槌と鑿を用いて隧道を掘りはじめた。初めのころ村人たちは協力的でなかったが、一人で掘削を続ける沖田に感銘を受け、次第に手伝うようになった。1930年に隧道は完成した。

### 年表
- 1926年 - 柏原地区に大干ばつが起こる。
- 1927年 - 沖田嘉市が隧道を掘り始める。
- 1930年 - 完成。
- 1943年 - 落盤防止のため鉄筋コンクリート造の箱形坑道を延長する[1]。
- 2000年4月28日 - 国の登録有形文化財（建造物）に登録される。